# Synapsis boonlongi
Synapsis boonlongi är en skalbaggsart som beskrevs av Hanboonsong och Masumoto 1999. Synapsis boonlongi ingår i släktet Synapsis och familjen bladhorningar. Inga underarter finns listade i Catalogue of Life.